# Derk Spitzen
Derk Gerard Willem Spitzen (Wageningen, 18 maart 1896 – 's-Gravenhage, 26 januari 1957) was een Nederlands politicus en topambtenaar.
Derk Spitzen, zoon van de Groninger dichter en schrijver Geert Spitzen (Geert Teis Pzn.) en Jantina Elsina Brouwer, doorliep een lange ambtelijke loopbaan, onder meer bij Binnenlandse Zaken. Hij was secretaris-generaal van Verkeer en Waterstaat. In de oorlogstijd werd hij door de Duitsers ontslagen vanwege zijn weigering tot samenwerking met de bezetter.
In 1948 werd Spitzen, als partijloze, minister in het kabinet-Drees-Van Schaik. Spitzen was, doordat hij partijloos was, enigszins 'gehandicapt' in politieke debatten. Wist wel wettelijke regelingen voor het personenvervoer per auto(bus) en voor de verhouding van de Staat met de KLM tot stand te brengen. Hij was een artistiek begaafde minister, die zich meer thuis voelde in de anonimiteit van de ambtelijke wereld dan in de politiek. Hij werd door veel Kamerleden gewaardeerd vanwege zijn vakkennis.

## Trivia
- Spitzen was een getalenteerd pianospeler. Tijdens zijn studententijd had hij piano gestudeerd bij de pianist Marinus Flipse.

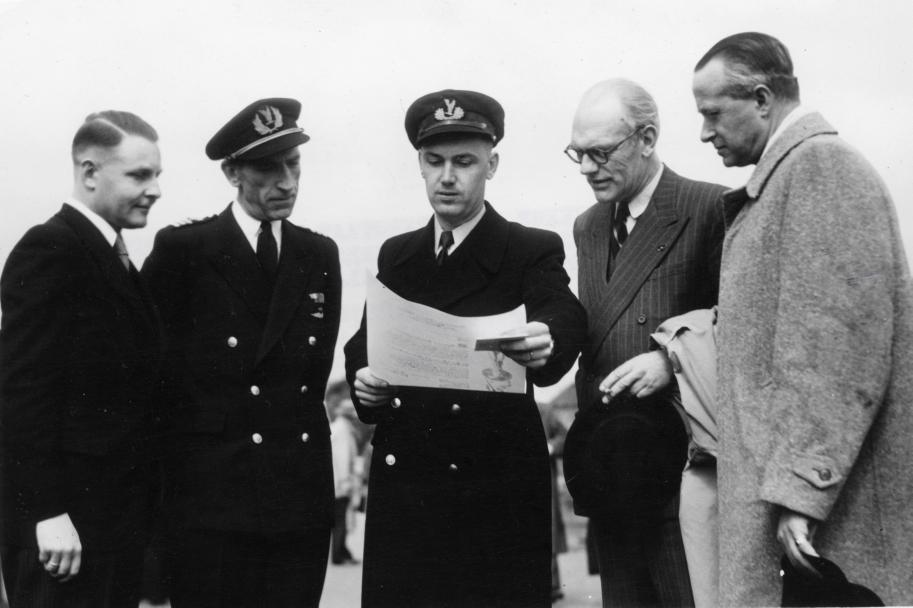
Minister van Verkeer en Waterstaat mr. D.G.W. Spitzen reikt in Gilze-Rijen een vliegbrevet uit aan een leerling van de Rijksluchtvaartschool (30 maart 1950)

- Biografisch Portaal: 16052656
- Parlement.com: vg09llhmpryd